# Гайдамацький став
Гайдамацький став — штучне водоймище біля Мотронинського монастиря в Холодному Яру. Відоме за своєю легендою про освячення в ньому зброї гайдамаками під час Коліївщини.
У 1968 році на його дні його було знайдено немало ножів, люльок, кресал та інших речей гайдамаків. Знахідки були передані до Чигиринського краєзнавчого музею.
Існує легенда, за якою один з ватажків гайдамацького руху дожив до столітнього віку. На базарі в селі Деренковець (нині Корсунь-Шевченківський район) він здибався з Федором Симиренком, якому вказав на скарб на дні гайдамацького ставу. За цей скарб і розбагатіли цукрозаводчики Симиренки.

## Розташування
Гайдамацький став розташований у самій глибинці Холодноярського лісу на території с. Мельники, Чигиринського району, Черкаської області. Його ще називають Монастирський, бо ж трохи вище на пагорбі розташований Мотронинський монастир. Це один з мальовничих ставків Холодного Яру. Поруч — чимало археологічних пам'яток культури, зокрема Троїцька церква та Скіфське городище. З обох боків став захищений оборонними насипними валами.
Майже навпроти Гайдамацького ставка розташовані підземні печери, довжина яких, за переказами, сягає до 30 кілометрів і веде від Мотронинського монастиря до оборонних валів — Холодного, Червоного та Святого.

## Історія

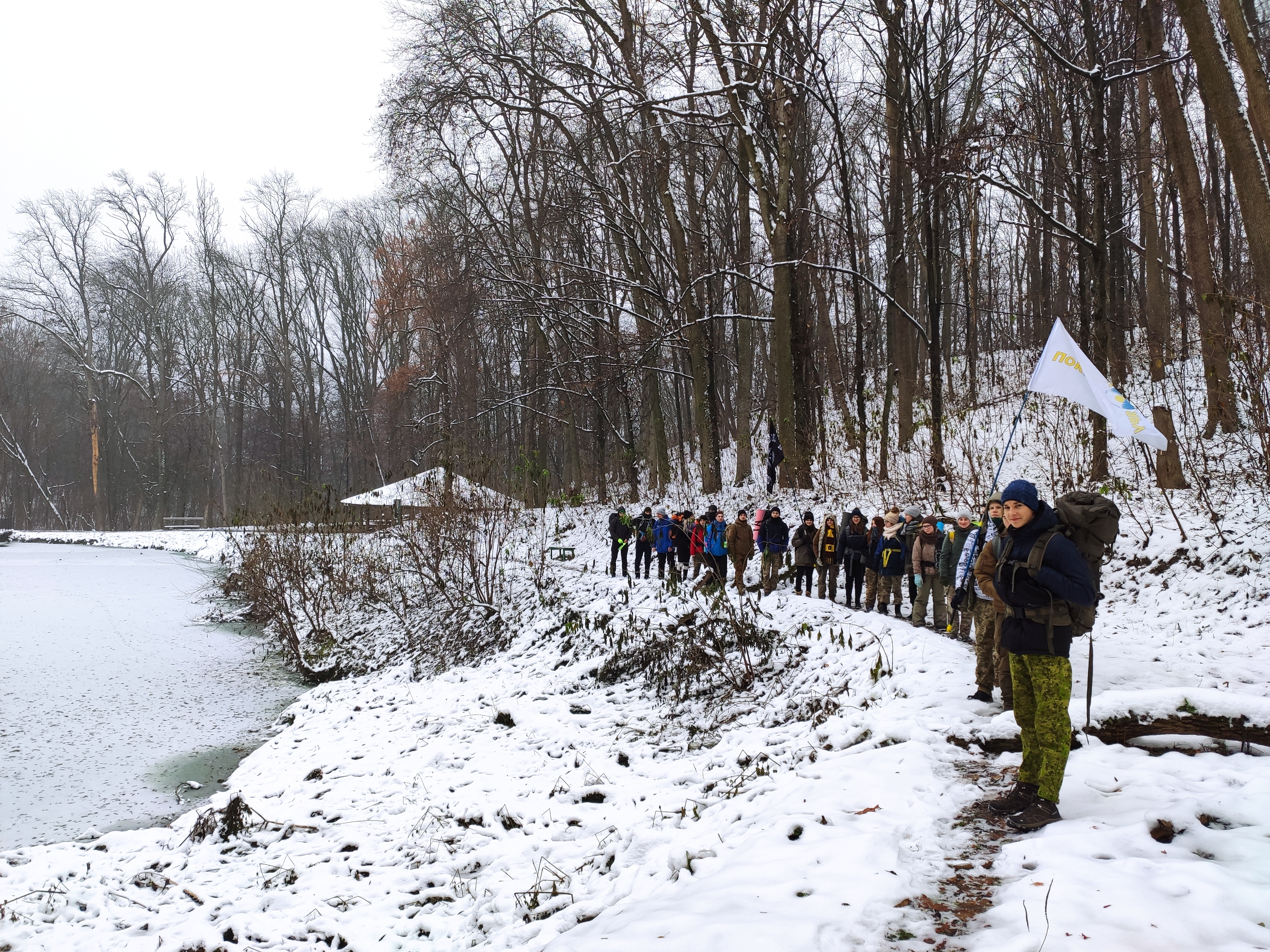
Учасники Зимового походу ім. Юрія Горліс-Горського проходять біля Ставу

Напередодні Коліївщини гайдамаки на чолі із сотником Максимом Залізняком зібралися біля озера у Холодному Ярі. За переказами, непідтвердженими дослідниками, благословив їх й освятив їм зброю ігумен Мотронинського монастиря Мельхіседек Значко-Яворський.
Про освячення ножів згадує у своїй поемі «Гайдамаки» Тарас Шевченко. Поетові про обряд переповів його дід Іван, свідок, а можливо, й учасник Коліївщини.

| Молились щиро козаки, Як діти, щиро; не журились<...> А диякон: «Нехай ворог гине! Беріть ножі!» Освятили. Ударили в дзвони, Реве гаєм: «Освятили!» Аж серце холоне! Освятили, освятили! Гине шляхта, гине! Розібрали, заблищали По всій Україні[2]. |

## Гайдамацький став у наш час
В наші дні Став є відомим туристичним об'єктом в Холодному Яру. Біля цього місця часто проводяться лекції для вихованців табору «Поклик Яру» на тему Коліївщини. Організатори табору регулярно проводять прибирання території поблизу Ставу.
Традиція освячення зброї відновилась після початку війни з РФ. Зокрема учасники щорічних Холодноярських вшанувань у 2015 р. повторили цей обряд, що духовно об'єднує гайдамаків з нинішніми українськими воїнами.
На офіційному рівні Збройні Сили України підтримали цю традицію у 2021 р.
Церемонія з присягою в Чигиринському районі відбулася в суботу, 8 травня. У ній взяли участь бійці 3-го окремого полку спеціального призначення імені князя Святослава Хороброго ССО ЗСУ, які залучаються до сил швидкого реагування НАТО.
Військові брали меч і промовляли слова присяги.

У церемонії брав участь гурт «Широкий Лан». Лідер гурту Святослав Бойко — автор бойового славня 3-го полку з назвою «Я — хоробрий».
|                                        | Холодний Яр – місце знакове для історії Украіни. Саме тут була пуповина опору будь-яким окупантам нашої землі!.. Ми самі пишемо власну історію. Відвойовуємо те, що москалі намагалися затерти в нашій національній пам’яті. Мільйони тих, хто загинув за нашу Свободу і Незалежність, дивляться на нас з небес: як ми захищаємо нашу Украіну, як ми продовжуємо славні традиції воїнів-українців. Не соромно перед пращурами нашими. Боролися, боремося і будемо боротися!.. |
| — Сергій Кривонос, сторінка у Facebook | |

## Галерея

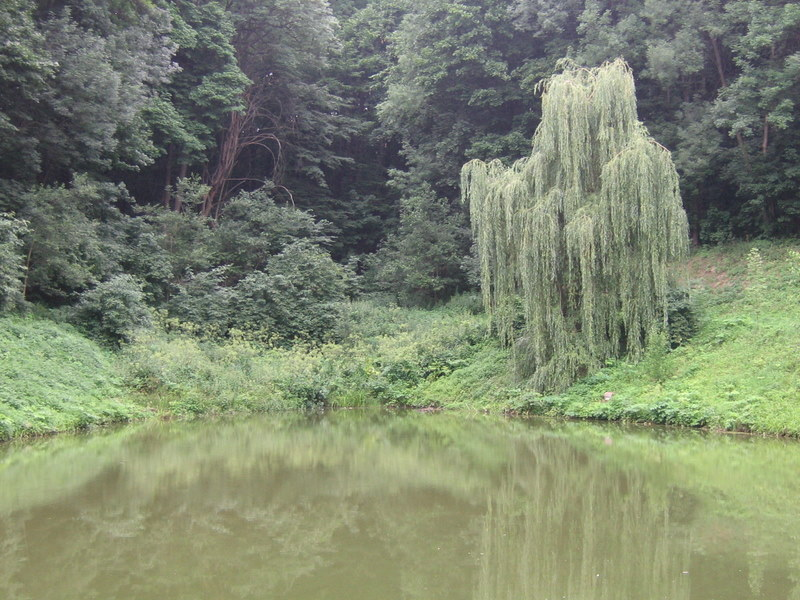
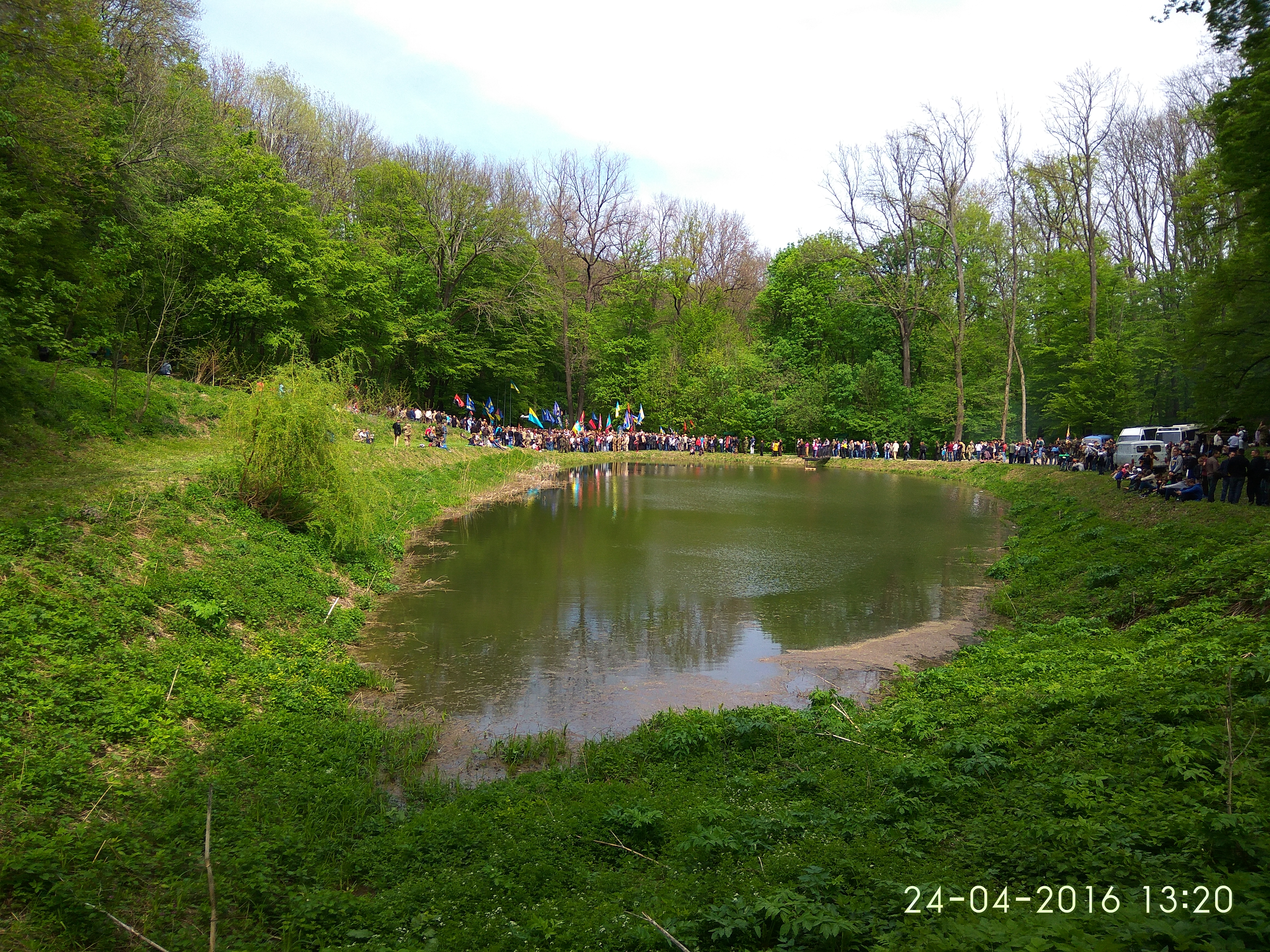